# Haynecourt
 Haynecourt  es una población y comuna francesa, en la región de Norte-Paso de Calais, departamento de Norte, en el distrito de Cambrai y cantón de Cambrai-Ouest.

## Demografía
| 602 | 568 | 323 | 369 | 442 | 276 |
| Para los censos de 1962 a 1999 la población legal corresponde a la población sin duplicidades (Fuente: INSEE [Consultar]) |     |     |     |     |     |